# Кольцовка (Сурський район)
Кольцовка (рос. Кольцовка) — присілок в Сурському районі Ульяновської області Російської Федерації.
Населення становить 68 осіб. Входить до складу муніципального утворення Хмелевське сільське поселення.

## Історія
Від 2004 року входить до складу муніципального утворення Хмелевське сільське поселення.

## Населення
| 2010 |
| ---- |
| 68   |